# Nicolas Wolf (Schauspieler)
Nicolas Wolf (* 1992 in München) ist ein deutscher Schauspieler.

## Leben
Nicolas Wolf absolvierte von 2015 bis 2018 seine Schauspielausbildung an der
Schauspielschule Zerboni in München. Außerdem besuchte er einen Schauspielworkshop bei Ivana Chubbuck. 2018 erhielt er eine „lobende Anerkennung“ beim Lore-Bronner-Preis.
Er wirkte in mehreren Theaterinszenierungen am Zerboni-Theater mit und gastierte am Zentraltheater München. Am Zentraltheater München verkörperte er den hyperaktiven Rapper Ricco in einer Bühnenfassung des Kultfilms Absolute Giganten. 2019 trat er am Metropoltheater München in der Produktion Ach, diese Lücke, diese entsetzliche Lücke von Joachim Meyerhoff auf, die bei den bundesweiten 8. Privattheatertagen in Hamburg mit dem Monica-Bleibtreu-Preis in der Kategorie „Komödie“ ausgezeichnet wurde.
Wolf wirkte in Kinoproduktionen und Kurzfilmen mit. Außerdem stand er in mehreren TV-Produktionen vor der Kamera. In der 9. Staffel der ARD-Serie Familie Dr. Kleist (2019–2020) gehörte Wolf als neuer Medizinisch-Technischer Fachangestellter Mark Kirchner zur Stammbesetzung. In der 22. Staffel der TV-Serie In aller Freundschaft(2019) übernahm Wolf eine Episodenhauptrolle als Boxer Kevin Müller, der beim Boxtraining mit seinem besten Freund (Eugen Bauder) wegen einer Frau in Streit gerät. In der 6. Staffel der ZDF-Serie Bettys Diagnose (2019) spielte er eine Episodenrolle als Fitnesstrainer Nick, der verdächtigt wird, seinem Freund Anabolika gegeben zu haben.
Von der 6. Staffel bis zur 8. Staffel der ZDF-„Herzkino“-Fernsehreihe Lena Lorenz (2020–2022) spielte Wolf in einer durchgehenden Rolle den begeisterten Outdoorsportler und Bergführer Marlon Schubert.
In der 23. Staffel der ZDF-Krimiserie Die Rosenheim-Cops (2023) hatte er eine Episodenrolle als Berliner Cousin des Rosenheimer Hausmeisters Hannes Winkler (Steffen Wolf). In der 10. Staffel der ZDF-Serie Bettys Diagnose (2023) übernahm Wolf erneut eine Episodenrolle als an Toxoplasmose gondii erkrankter Patient und Ehemann Tom Dürer. In der 17. Staffel der ZDF-Serie Der Bergdoktor (2024) war Wolf, an der Seite von Sarah Mahita und Hannes Schmid in einer dramatischen Episodenhauptrolle als Ehemann, der gemeinsam mit seinem besten Freund Vater von Zwillingen wird, zu sehen. In der 8. Staffel der ZDF-Fernsehreihe Marie fängt Feuer (2024) übernahm Wolf neben Lena Meckel und Jonathan Hutter eine Hauptrolle als junger Camper Leo, der mit seinen Jugendfreunden bei einem gemeinsamen Wochenendausflug ein Wiedersehen feiern will. Außerdem war er in der 4. Staffel der Krimiserie Watzmann ermittelt (2024) und in der 15. Staffel der ZDF-Serie Die Chefin (2024) jeweils in einer Episodenhauptrolle zu sehen.
Zu seinen Hobbys gehört Boxen, das er aus Begeisterung für Muhammad Ali erlernte. Nicolas Wolf lebt in München.

## Filmografie (Auswahl)
- 2014: Abschussfahrt (Kinofilm)
- 2015: Die Pfefferkörner: Giftige Absichten (Fernsehserie, eine Folge)
- 2017: Kleinheim (Kurzfilm)
- 2019: Bella Germania (Fernsehfilm)
- 2019: Limbo (Kinofilm)
- 2019: Familie Dr. Kleist (Fernsehserie)
- 2019: In aller Freundschaft: Im Ring (Fernsehserie, eine Folge)
- 2019: Bettys Diagnose: Alles nur aus Liebe (Fernsehserie, eine Folge)
- 2020: Think Big! (Fernsehserie)
- seit 2020: Alarm für Cobra 11 – Die Autobahnpolizei (Fernsehserie)
- 2020–2022: Lena Lorenz (Fernsehreihe, neun Folgen)
- 2021: Der Palast (Fernsehserie)
- 2022: Babylon Berlin (Fernsehserie, 4. Staffel)
- 2023: Die Rosenheim-Cops: Ein falscher Riecher (Fernsehserie, eine Folge)
- 2023: Bettys Diagnose: Es geht um die Wurst (Fernsehserie, eine Folge)
- 2024: Der Bergdoktor: Über den Schatten (Fernsehserie, eine Folge)
- 2024: Marie fängt Feuer: Hitzewelle (Fernsehreihe)
- 2024: Watzmann ermittelt: Ende einer Heldin (Fernsehserie, eine Folge)
- 2024: Die Chefin: Dunkelfeld (2) (Fernsehserie, eine Folge)